# Theta de Perseu
Theta de Perseu (θ Persei) és un estel binari a la constel·lació de Perseu. Situada a 36,6 anys llum del sistema solar, té magnitud aparent +4,12.
La component principal del sistema, Theta de Perseu A (GJ 107 A), és una nana groga de tipus espectral F7V amb una temperatura efectiva de 6.238 - 6.350 K —el valor varia segons la font consultada—, aproximadament 520 K superior a la del Sol. Llueix amb una lluminositat 2,44 vegades major que la lluminositat solar. La seva proximitat al Sistema Solar ha permès mesurar directament el seu diàmetre angular i calcular el seu diàmetre, resultant ser aquest un 30% major que el del Sol. Gira sobre si mateixa amb una velocitat de rotació projectada entre 6 i 9 km/s, cosa que dona lloc a un període de rotació inferior a 11 dies. La seva massa és un 25% major que la massa solar i té una edat estimada de 1.150 milions d'anys. La seua metal·licitat, abundància relativa d'elements més pesats que l'hidrogen, és comparable a la solar ([Fe/H] = +0,06). Així mateix, les abundàncies relatives d'altres elements —sodi, magnesi, alumini, silici o sofre— són molt semblants a les trobades en el Sol.
Theta de Perseu B (GJ 107 B) és una nana roja de tipus espectral M1.5V la massa estimada de la qual se situa entre el 43% i el 51% de la massa solar. Visualment a 20,5 segons d'arc del seu company, la separació mitjana entre ambdós estels és lleugerament menor de 250 UA —unes 8 vegades la distància que hi ha entre Neptú i el Sol—, sent el període orbital de 2.720 anys. L'òrbita del sistema és moderadament excèntrica (ε = 0,13), per la qual cosa aquesta separació varia entre 216 i 280 UA. El periastre —mínima distància entre les dues components— va tenir lloc el 1616 i l'apoastre ocorrerà l'any 2970. El pla orbital està inclinat 75º respecte al pla del cel.